# Сачулатац
„Сачулатац” је југословенска телевизијска серија снимљена 1968. године у продукцији Телевизије Београд.

## Епизоде
| Сезона | Епизода | Назив                                   | Датум             |
| ------ | ------- | --------------------------------------- | ----------------- |
| 1      | 1       | Отишао стид у зид                       | 7.децембра 1968.  |
| 1      | 2       | На курјака вика, а лисице месо једу     | 14.децембра 1968. |
| 1      | 3       | /                                       | 14.децембра 1968. |
| 1      | 4       | Закукуљено, замумуљено, 1. део          | 28.децембра 1968. |
| 1      | 5       | Закукуљено, замумуљено, 2. део          | 5. јануара 1969.  |
| 1      | 6       | Кад се жени врабац подунавац            | 12. јануара 1969. |
| 1      | 7       | Од ината нема горег заната              | 19. јануара 1969. |
| 1      | 8       | Није коме је речено, већ коме је суђено | 26. јануара 1969. |
| 1      | 9       | Ко с ђаволом тикве сади                 | 2. фебруара 1969. |
| 1      | 10      | Живот ти је братац сачулатац            | 9. фебруара 1969. |

## Улоге
| Глумац                    | Улога                              |
| ------------------------- | ---------------------------------- |
| Миодраг Петровић Чкаља    | Невен Смартић (9 еп. 1968-1969)    |
| Михајло Бата Паскаљевић   | Малајац (9 еп. 1968-1969)          |
| Миодраг Поповић Деба      | Милиционер Миле (9 еп. 1968-1969)  |
| Љубиша Бачић              | Милиционер Обрен (9 еп. 1968-1969) |
| Жарко Митровић            | Деда Спаса (8 еп. 1968-1969)       |
| Ђокица Милаковић          | Трпко (8 еп. 1968-1969)            |
| Олга Ивановић             | Сојка (8 еп. 1968-1969)            |
| Драгутин Добричанин       | Браца Раца (7 еп. 1968-1969)       |
| Даница Аћимац             | Миличина сестра (4 еп. 1968-1969)  |
| Живојин Жика Миленковић   | Миличин зет (4 еп. 1968-1969)      |
| Мирослав Дуда Радивојевић | Циганин (4 еп. 1968-1969)          |
| Станислава Пешић          | Милица Јовановић (3 еп. 1969)      |
| Бранко Ђорђевић           | Миличин деда (3 еп. 1969)          |
| Драган Оцокољић           | Судија (3 еп. 1968-1969)           |
| Богић Бошковић            | Шеф сале (2 еп. 1969)              |
| Србољуб Милин             | Матичар (2 еп. 1968-1969)          |
| Зоран Лонгиновић          | Боца (2 еп. 1968-1969)             |
| Растко Тадић              | (2 еп. 1968-1969)                  |
| Ђорђе Јовановић           | Милиционер (2 еп. 1968-1969)       |

 Остале улоге ▼
| Глумац              | Улога                   |
| ------------------- | ----------------------- |
| Душан Тадић         | Конобар (2 еп. 1969)    |
| Миливоје Мића Томић | (2 еп. 1969)            |
| Михајло Викторовић  | Ђаво (2 еп. 1969)       |
| Предраг Тасовац     | (1 еп. 1969)            |
| Павле Минчић        | (1 еп. 1969)            |
| Милутин Мића Татић  | (1 еп. 1969)            |
| Милан Панић         | (1 еп. 1969)            |
| Љубомир Дидић       | (1 еп. 1969)            |
| Љубица Јанићијевић  | (1 еп. 1969)            |
| Стеван Миња         | Бидза (1 еп. 1969)      |
| Снежана Никшић      | (1 еп. 1968)            |
| Слободан Стојановић | (1 еп. 1968)            |
| Неда Арнерић        | (1 еп. 1969)            |
| Брана Димитријевић  | (1 еп. 1969)            |
| Радивоје Лола Ђукић | Лола Ђукић (1 еп. 1969) |
| Бранислав Радовић   | (1 еп. 1969)            |
| Радмила Савићевић   | (1 еп. 1969)            |
| Љубица Секулић      | (1 еп. 1969)            |

Комплетна ТВ екипа ▼
| Редитељ                   | Арса Милошевић         | (9 еп. 1968—1969)                                        |
| Сценариста                | Радивоје Лола Ђукић    | (9 еп. 1968—1969)                                        |
| Сценариста                | Новак Новак            | (9 еп. 1968—1969)                                        |
| Композитор                | Илди Ивањи             | (1 еп. 1969)                                             |
| Директор фотографије      | Војислав Лукић         | (1 еп. 1969)                                             |
| Монтажер                  | Александар Ћетковић    | (непознат број епизода)                                  |
| Сценограф                 | Никола Теодоровић      | (10 еп. 1968—1969)                                       |
| Костимограф               | Владанка Ђорђевић      | (10 еп. 1968—1969)                                       |
| Менаџер продукције        | Милорад Бајић          | вођа снимања (1 еп. 1969)                                |
| Помоћник режије           | Дејан Ћорковић         | помоћник редитеља (10 еп. 1968—1969)                     |
| Одсек за звук             | Михаило Џабић          | микроман (1 еп. 1969)                                    |
| Одсек за звук             | Милош Ључовић          | тон мајстор (1 еп. 1969)                                 |
| Одсек за камеру и расвету | Славко Алексијевић     | пратилац камере (1 еп. 1969)                             |
| Одсек за камеру и расвету | Јован Чедић            | вођа расвете (1 еп. 1969)                                |
| Одсек за камеру и расвету | Момчило Лазаревић      | сниматељ (1 еп. 1969)                                    |
| Одсек за камеру и расвету | Милоје Лазић           | пратилац камере (1 еп. 1969)                             |
| Одсек за монтажу          | Чедо Филиповић         | висион миxер (1 еп. 1969)                                |
| Музички одсек             | Миодраг Петровић Чкаља | певач: „Живот ти је братац сачулатац” (10 еп. 1968—1969) |
| Музички одсек             | Мирко Шоуц             | оркестар (1 еп. 1969)                                    |
| Остала екипа              | Вера Амар              | секретар режије (1 еп. 1969)                             |